# Barracão da Marujada
O Barracão da Marujada é um espaço de manifestações culturais do festival em honra à São Benedito (Marujada de Bragança) fundado em 1962 na cidade de Bragança (Pará).

## Localização
O Barracão da Marujada, fundado em 25 de dezembro de 1962, está localizado na travessa Cônego Miguel no centro histórico da cidade paraense de Bragança (no estado brasileiro do Pará), ao lado da Igreja do Glorioso São Benedito. Próximo à orla da cidade nas margens do rio Caeté.

## Sobre
O Barracão da Marujada, é um espaço onde os marujos e marujas ensaiam para a grande festa da Marujada de São Benedito que ocorre anulamente no dia 26 de dezembro.
Foi inaugurado no dia 25 de dezembro de 1962 ainda na administração do conselho permanente da Irmandade representado por Raimundo Arsênio Pinheiro, presidente da Irmandade, além do senador Lobão da Silveira, dentre outras pessoas.
No local antes de ser inaugurado como o Barracão da Marujada funcionava uma escola que chegou ainda conter duas turmas, a Escola São Benedito, até ser desativada e passou a ser o local de encontro dos marujos e marujas para a festa em honra a São Benedito.
Até 2002 o Barracão era o local principal de realização da Marujada na parte de dança até a inauguração do Teatro Museu da Marujada doado à associação pela Prefeitura.

## Atualidade
Além para os ensaios das danças dos marujos e marujas para a festa de São Benedito, o Barracão da Marujada também serve como espaço de práticas sociais durante o ano.
No local acontecem ações sociais, aulas de capoeira entre outras atividades, eventos educativos e cursos diversos (como cursos de artesanato).
A administração desse espaço é de Responsabilidade da Paróquia de Nossa Senhora do Rosário com mediação da Irmandade da Marujada de São Benedito, já que é cedido também para os ensaios da Marujada.